# Теруэль (футбольный клуб)
«Теруэль» (исп. CD Teruel) — испанский футбольный клуб из одноимённого города, одноимённой провинции в автономном сообществе Арагон. Клуб основан в 1954 году, домашние матчи проводит на стадионе «Пинилья», вмещающем 5 000 зрителей. В Примере и Сегунде команда никогда не выступала, лучшим результатом является 4-е место в Сегунда B в сезоне 1988/89.

## Сезоны по дивизионам
- Сегунда B — 8 сезонов
- Терсера — 43 сезонов

## Трансферы 2023/24

#### Пришли
| Позиция | Игрок            | Прежний клуб |
| ------- | ---------------- | ------------ |
| ПЗ      | Джун Хек Ан***   | Унионистас   |
| ПЗ      | Факу***          | Бадалона     |
| ПЗ      | Начо Кастильо*** | Мирандес     |

* В аренду  

** Из аренды  

*** Свободный агент

## Достижения
- Терсера
  - Победитель (2): 2000/01, 2009/10